# Minitel

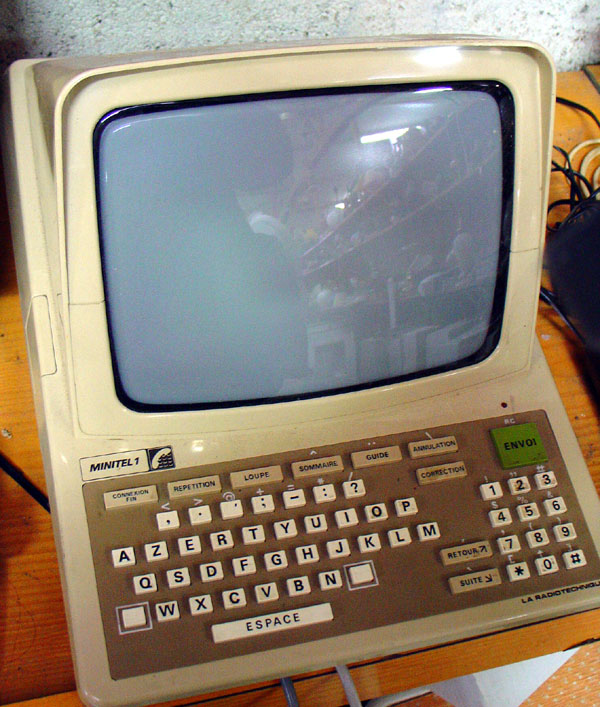
Minitel 1 aus dem Jahr 1982

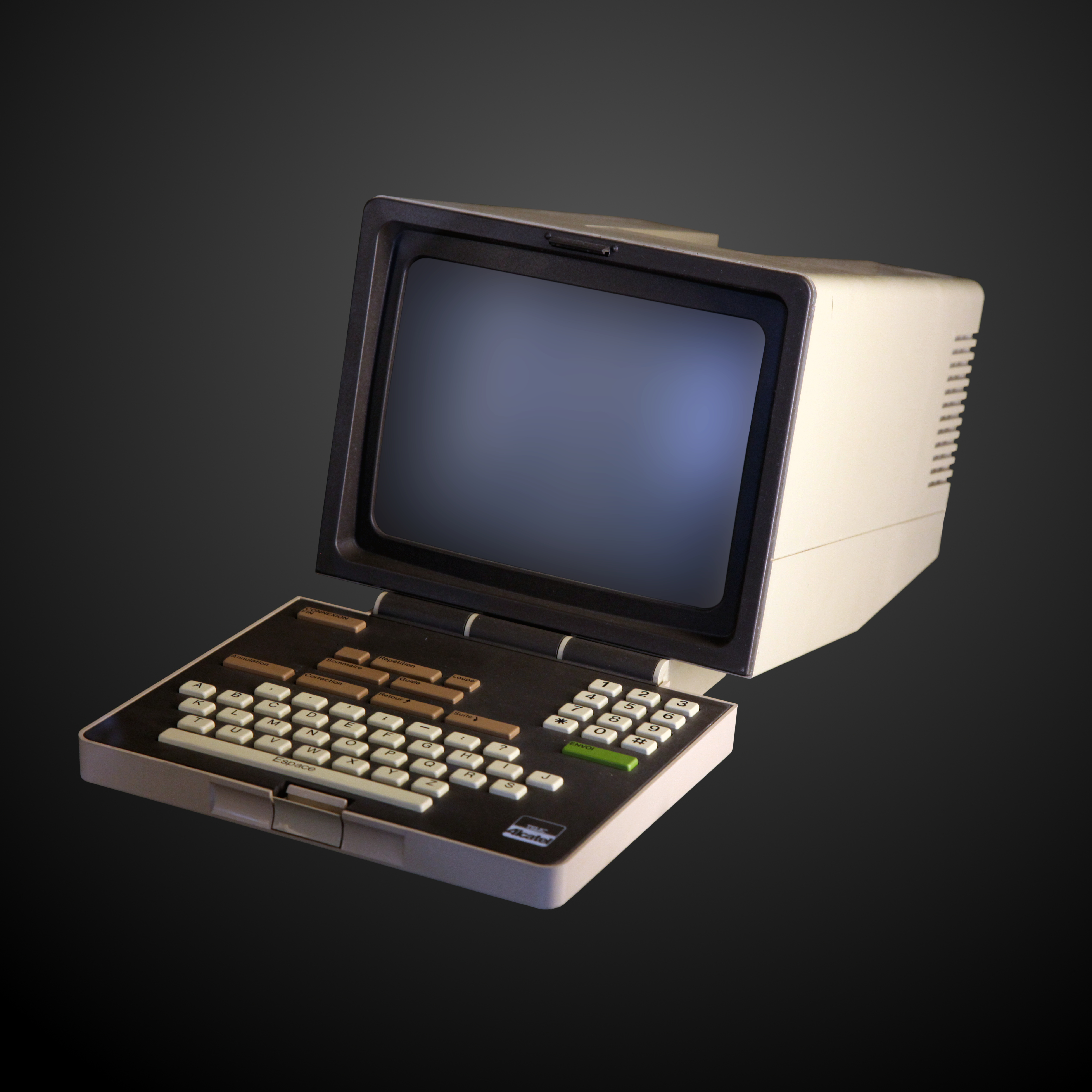
Minitel-Terminal der Firma Alcatel

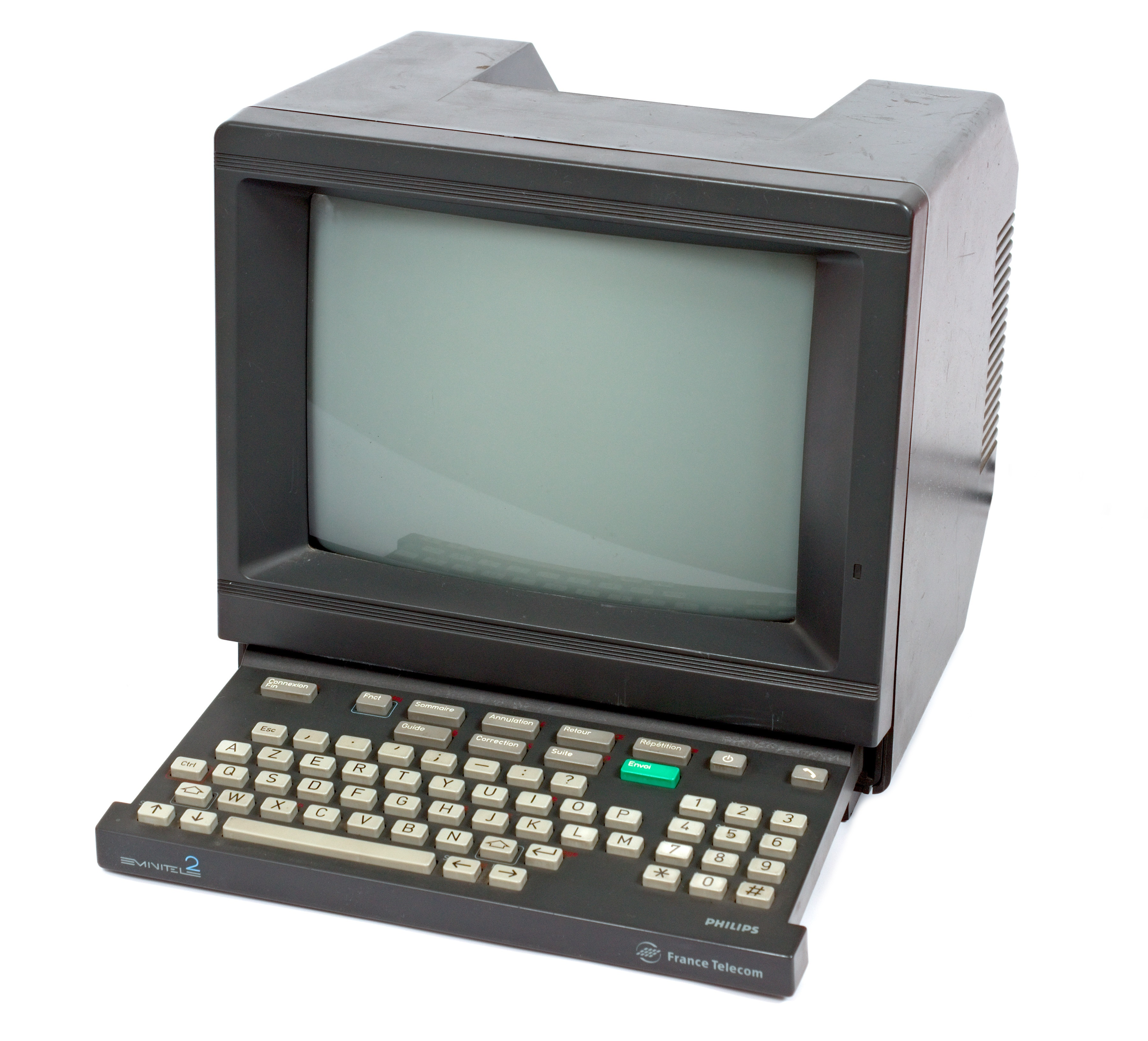
Minitel 2 von Philips

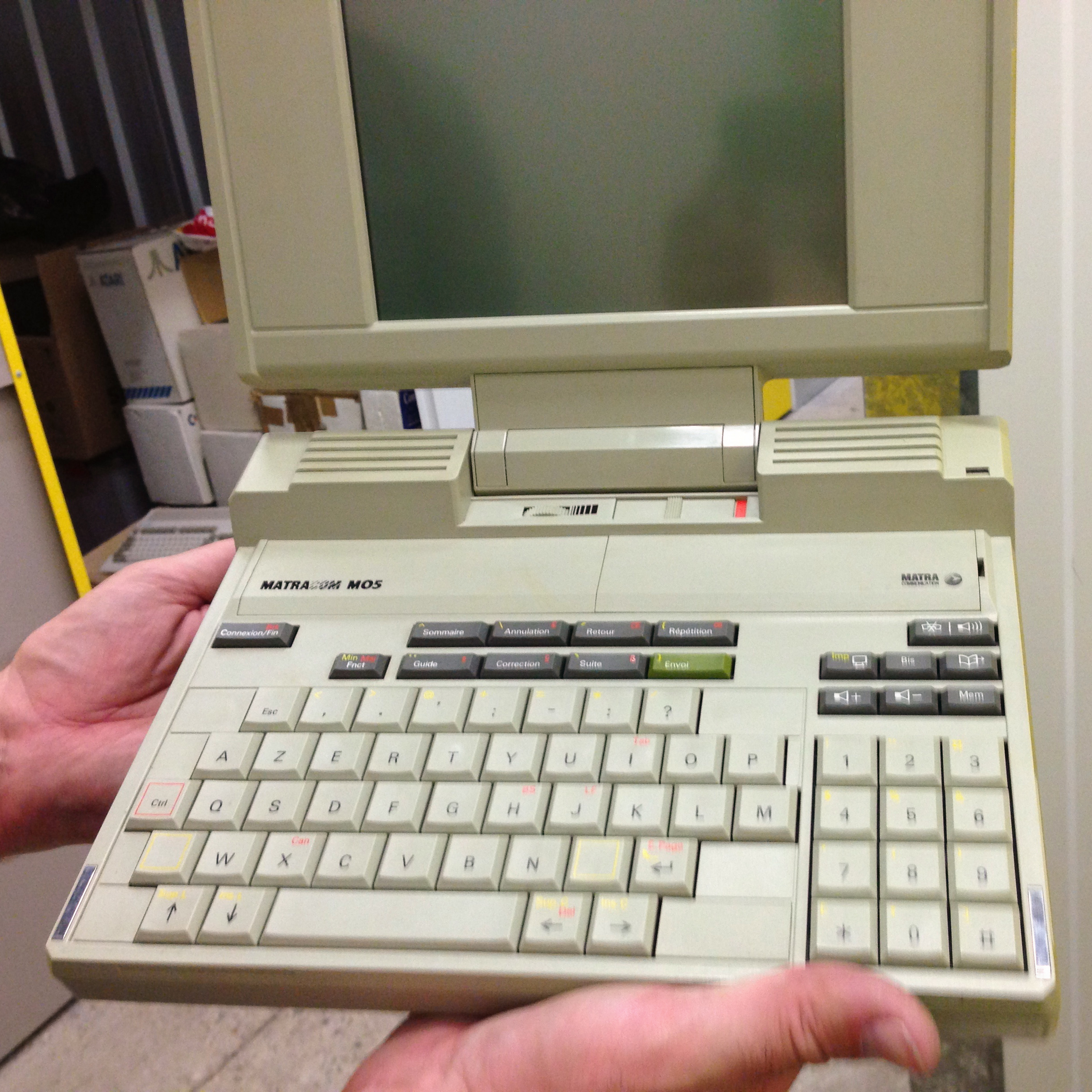
Matracom MO5 Minitel-Terminal von Matra

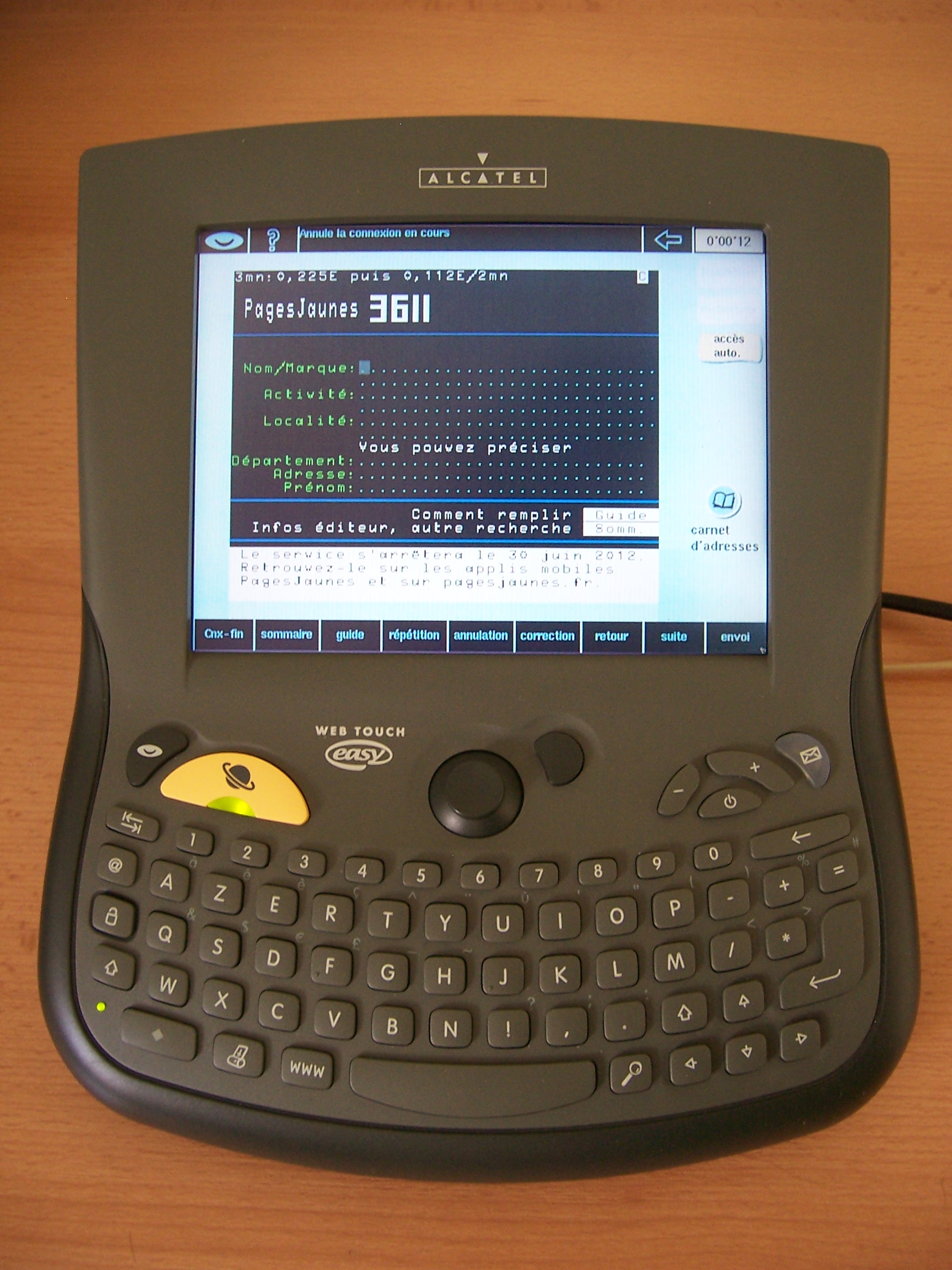
Letztes dediziertes Minitel: Alcatel Web Touch (2001)

Minitel war ein etwa 30 Jahre lang primär in Frankreich angebotener und genutzter Onlinedienst. Eingeführt wurde das System in kleinem Umfang in Saint-Malo Juli 1980, dann vom Herbst 1980 an probeweise in mehreren Départements, und ab 1982 in ganz Frankreich. Die Einwahl-Nummer 3615 für die Minitel-Nutzung ermöglichte dank der einfachen Bedienbarkeit der Terminals über mehrere Jahrzehnte hinweg Millionen Franzosen den Zugang zu elektronischen Informations- und Unterhaltungsdiensten. Am 30. Juni 2012 wurde der Dienst endgültig eingestellt.
Minitel bezeichnete ursprünglich lediglich die Bildschirmterminals, die an den eigentlich Télétel genannten Dienst nach dem Videotex-Standard angeschlossen waren; im allgemeinen Sprachgebrauch setzte sich jedoch durch Metonymie Minitel für die Gesamtheit des Angebotes durch.
Ein vergleichbares deutsches Angebot war der 1983 gestartete Bildschirmtext (BTX), dem allerdings kein auch nur annähernd so großer Erfolg beschieden war.

## Entwicklung und Verbreitung
Die französische Regierung unter Präsident Valéry Giscard d’Estaing gab in den 1970er Jahren die Entwicklung dieses Systems bei der staatlichen Post- und Telefongesellschaft PTT (Poste, Téléphone et Télécommunications, heute La Poste und Orange) in Auftrag. Diese setzte die Aufgabe erfolgreich um und führte das System in Frankreich ein. Im Gegensatz zu BTX in Deutschland konnte sich Minitel in Frankreich jedoch wesentlich umfassender durchsetzen. Einer der Gründe dafür war, dass die notwendige Hardware in Frankreich von der PTT kostenlos zur Verfügung gestellt wurde. Nach Testbetrieben im Département Ille-et-Vilaine und in Velizy im Herbst 1980 startete Minitel 1982 großflächig. Von Anfang an konnten die Franzosen über Minitel kostenlos die digitale Version des Telefonbuchs abrufen. Die Kunden konnten sich entscheiden, ob sie ein gedrucktes Telefonbuch oder ein kostenloses Minitel-Terminal wollten. Dadurch erreichte das System schon früh eine kritische Nutzerzahl. 1990 verfügte Minitel bereits über vier Millionen Nutzer. Nach Angaben der PTT gab sie in den ersten acht Jahren acht Milliarden Francs für Minitel-Terminals aus, nahm 3,5 Milliarden Francs an Gewinn ein (nach Weiterreichung von Zahlungen an Dienstanbieter wie Zeitungen etc.), und sparte durchschnittlich 500 Millionen Francs im Jahr durch nicht gedruckte Telefonbücher.
Anfangs wurden die Minitel-Geräte mit einer streng nach dem Alphabet aufgebauten „ABCDEF“-Tastatur hergestellt, die erst später auf die gebräuchliche französische Schreibmaschinen-Tastatur (AZERTY) umgestellt wurde. Die Zeitungsbranche in Frankreich bekämpfte das Netzwerk zunächst, da sie den Verlust von Kleinanzeigen fürchtete. Für die damalige Zeit war der Dienst sehr fortschrittlich und verbreitete sich schnell.
Ursprünglich erfolgte die Einwahl mit der Nummer 11 in das digitale Telefonbuch, dabei waren die ersten drei Minuten kostenlos. Andere Dienste gab es ursprünglich durch die Einwahl über lange Telefonnummern wie (16) (3) 613 91 55, die ab Mitte 1986 zu einer vierstelligen Kurzwahl (in diesem Fall 3613) abgekürzt wurden. Diese Dienste waren insbesondere:
| 3611 | französische Telefonauskunft                                                                                          |
| 3613 | für den Nutzer kostenlose Dienste (Diensteanbieter zahlt die Verbindungskosten)                                       |
| 3614 | Einwahl für den Nutzer kostenpflichtig, ca. 20 Francs pro Stunde                                                      |
| 3615 | Kiosksystem, bei dem der Nutzer für die Einwahl zahlte und der Diensteanbieter mitkassierte, ca. 60 Francs pro Stunde |
| 3619 | internationale Telefonauskunft                                                                                        |

Das mit Minitel vergleichbare deutsche System Bildschirmtext (BTX), das 1983 mit großem Pomp gestartet war, brachte es 1988 gerade einmal auf rund 100.000 Nutzer. Für das 1984 gestartete gleichnamige österreichische Pendant mit dem primär als zu mietendes Endgerät angebotenen MUPID meldete die Post im Oktober 1992 15.600 Teilnehmer.

## Technik
Zunächst musste eine Nummer eingetippt werden, dann stellte das Minitel-Terminal mittels eines integrierten Modems nach V.23-Standard eine Verbindung mit dem örtlichen Zugangsknoten (Point d'Accès Vidéotexte, kurz PAVI) her. Dieser rief die Inhalte über das X.25-Netzwerk TRANSPAC (in Deutschland und Österreich Datex-P) vom jeweiligen Dienstanbieter ab. Im Gegensatz zu anderen Diensten wie dem deutschen Bildschirmtext war keine zentrale Datenbank vorhanden. Aus diesem Grund waren auch dynamische Angebote weit verbreitet.

## Angebotene Inhalte
Ursprünglich sollte Minitel nur die schweren Telefonbücher ersetzen und Telefonauskünfte erteilen. Relativ schnell wurden aber neue, von den Franzosen gerne genutzte Dienste angeboten: u. a. der Wetterbericht, Kontostands-Abfragen, Banküberweisungen, Bahnticket-Bestellungen, Reisebuchungen und selbst Aktienkäufe. Auch beliebte Sex-Dienste wurden unter der Bezeichnung Minitel rose angeboten. Der Gründer des heutigen Telekomanbieters Free, Xavier Niel, ist durch diese Dienste reich geworden. Weiterhin bot das System die Möglichkeit der schriftlichen Kommunikation zwischen den Nutzern (eine Art Urform des Chats).

## Erfolg des Systems
1985 waren in Frankreich bereits eine Million Geräte in Betrieb. Das Minitel-System war so erfolgreich, dass dessen Einnahmen im Jahre 1996 sogar die des Internets in den USA in diesem Jahr überstiegen. Mit dem System wurde zeitweise mehr als eine Milliarde Euro Umsatz im Jahr gemacht. Seinen Höhepunkt erreichte das Minitel im Jahr 2000, als rund 25 Millionen Franzosen fast neun Millionen Geräte nutzten.

## Konkurrenz durch das Internet und Niedergang
Die weltweite Verbreitung des Internets ließ die Bedeutung des Minitel in den 2000er Jahren schwinden. Eine neuere Generation von Minitel-Endgeräten konnte zwar z. B. auch Bilder im JPEG-Format empfangen, doch die überwiegend simplen Textbotschaften konnten gegen die im Internet mögliche Informationsübertragung nicht bestehen. Das Minitel blieb ein geschlossenes französisches System ohne Vernetzung mit Benutzern in anderen Ländern. Einige Minitel-Anwendungen funktionierten schließlich auch über das Internet.
Der Minitel-Niedergang kam langsam. Viele Franzosen wollten sich von Minitel nicht trennen, weshalb das Internet sich zunächst in Frankreich langsamer durchsetzte als anderswo. Im Jahr 2010 gab es immer noch etwa zwei Millionen Minitel-Benutzer. 2.400 Minitel-Dienste waren zu diesem Zeitpunkt noch aktiv (in den 1990er Jahren waren es bis zu 25.000).
Der Rückgang an Dienstanbietern und Nutzern machte das System für den letzten Betreiber, das Unternehmen Orange, angesichts der Instandhaltungskosten für das Netzwerk und die Ersatzteilkosten für die Terminals schließlich unrentabel und führte zum Entschluss, den Dienst zum 30. Juni 2012 zu beenden.
Zum Zeitpunkt der Abschaltung besaßen schließlich nur noch 400.000 Haushalte ein Terminal und 1.800 Dienste waren noch aktiv. Der Tag der Abschaltung wurde von den französischen Medien intensiv begleitet. Sie zollten dem Pionier des elektronischen Zeitalters Tribut und spürten seiner Bedeutung nach, so etwa unter dem Titel «Le 3615 ne répond plus» („Die 3615 antwortet nicht mehr“); in Monaco präsentierte ein Künstler nach Angaben der Gratiszeitung «20 minutes» Minitel-Geräte, die er selbst künstlerisch verfremdet hatte. Die Zeitung Libération machte noch Stunden vor der Abschaltung einen Test und rief per Minitel den erotischen Videotext-Dienst 3615 Ulla auf. Von den rund 300 Nutzern des Dienstes saß kein einziger mehr vor einem Minitel-Terminal, sondern alle nutzten die Online-Version über das Internet.
Eine bei Toulouse gelegene Firma hat sich darauf spezialisiert, die Geräte auszuschlachten und dann die Kunststoff-Teile einer neuen Verwendung zuzuführen (Auto-Stoßstangen oder Mantelhalter).

## Irland
Der Dienst wurde 1988 von Telecom Éireann in Irland eingeführt. Die Technik wurde dabei komplett aus Frankreich übernommen und lediglich geringfügig (Nutzung des QWERTY-Layouts) angepasst. Der Dienst stand mit jenem von Frankreich in Verbindung, die meisten Angebote waren in beiden Ländern verfügbar.

## Das Minitel-Konzept
Minitel war ein zentral gesteuertes und kein freies Netzwerk, an dem die zugelassenen Anbieter von Diensten und der Netzwerkbetreiber verdienen konnten. Günter Hack von News.ORF.at kommentiert die hinter Minitel stehende Idee wie folgt:

„[…] Apples Erfolg mit dem App Store [hat] der Idee des geschlossenen Systems mit eingebauter Bezahlmöglichkeit wieder Auftrieb gegeben. Auch wenn Minitel gegen die schiere Dynamik des freien Netzes und seiner offenen Standards den Kürzeren gezogen hat – die Idee eines konsumorientierten Netzwerks mit simplen Clients, die mit einer streng kontrollierten Zentrale verbunden sind, hat immer noch zahlreiche Freunde in der Medien- und IT-Industrie. Was ist schließlich Facebook anderes als eine Art Minitel, das sich im Internet breitgemacht hat.“